# George Bartenieff
George Michael Bartenieff (* 24. Januar 1933 in Berlin, Provinz Brandenburg im Freistaat Preußen, Deutsches Reich; † 30. Juli 2022 in Brooklyn, New York City, New York, Vereinigte Staaten) war ein deutsch-US-amerikanischer Schauspieler und Theaterproduzent mit einer über 75 Jahre umfassenden Karriere auf der Bühne und vor der Kamera.

## Leben und Karriere
George Bartenieff war der Sohn des Tänzerpaares Michael und Irmgard Bartenieff (geborene Prim) und wurde in Berlin geboren. Da sein Vater Jude war, emigrierten die Eltern wegen der nationalsozialistischen Verfolgung in die Vereinigten Staaten und ließen sich in Pittsfield im US-Bundesstaat Massachusetts nieder. Bartenieff und sein Bruder Igor wurden zunächst bei Verwandten der Mutter in Bayern untergebracht und versteckt, bevor sie 1939 den Eltern folgten.
In der Vereinigten Staaten studierte er Schauspiel an der High School of Performing Arts und am HB Studio von Herbert Berghof in New York City.
Sein Bühnendebüt hatte Bartenieff 1947, im Alter von nur 14 Jahren, in der Broadway-Theaterproduktion The Whole World Over unter der Regie von Harold Clurman – es folgten weitere Auftritte. Eine weiterführende Schauspielausbildung absolvierte er nach dem Ende des Zweiten Weltkriegs an der Royal Academy of Dramatic Arts (RADA; 1953) und der Guildhall School of Music and Drama in London; dort „verliebte“ er sich in die Werke von William Shakespeare. Bartenieffs Ziel war es, von Anfang an, klassischer Schauspieler zu werden, wie sein Vorbild Laurence Olivier. Im Laufe seiner Karriere trat er in einer Vielzahl von Theaterstücken auf, darunter in Werken von Shakespeare, Bertolt Brecht und Samuel Beckett.
Als Bartenieff in die Vereinigten Staaten zurückkehrte, spielte er zunächst an Andre Gregorys Theatre for the Living Arts in Philadelphia und folgte diesem in den 1960er Jahren zurück an den Broadway – er wurde zu einem bekannten Gesicht der New Yorker Theaterszene. Daneben arbeitete er für Joe Papps, trat auf dem New York Shakespeare Festival auf (heute: Shakespeare in the Park) und spielte interdisziplinäres sowie experimentelles Theater am Judson Poets Theatre in der Judson Church in Greenwich Village.
Zu dieser Zeit begann Bartenieff auch Straßentheater zu spielen und sich politisch zu engagieren. Ein Stück richtete sich gegen den Bau des „LOMEX“, den Lower Manhattan Expressway in der Canal Street, durch den Stadtplaner Robert Moses, den dieser quer durch Manhattan führen wollte. Die Inszenierung spielte auf der Straße in den Vierteln, die von der geplanten Erweiterung der Autobahn – der Interstate 78 in New York – betroffen sein würden: Little Italy und West Village. Das Bühnenbild war so konstruiert, dass es schnell zerlegt werden konnte, damit Fahrzeuge nicht blockiert wurden.
Im Jahr 1970, als das Judson Poets Theatre seinen Zenit erreicht hatte, wollten beteiligte Künstler ihr eigenes „spartenübergreifendes Theater mit Schwerpunkt auf poetischer Sprache“ gründen, so Bartenieff. Die Westbeth Artists Community war damals gerade gegründet worden und in dem Komplex wurde ein großer, für Aufführungen geeigneter Raum frei. Bartenieff, die Tänzerin Crystal Field, mit der er von 1963 bis 1988 verheiratet war und ein Kind hatte, der Regisseur Larry Kornfield und Theo Barnes gründeten das Theatre for the New City (TNC), das auch heute noch existiert, wenn auch in anderen Räumlichkeiten. Das Theater führte nicht nur eigene Stücke auf, sondern lud auch andere Ensembles wie Mabou Mines, die Talking Band und Richard Foremans Company ein, dort aufzutreten. Weitere Straßentheaterproduktionen folgten und hatten das Ziel, „das Theater zu einem Teil der Gemeinde und die Gemeinde zu einem Teil des Theaters zu machen“.
Als Mitbegründer und später als künstlerischer Direktor blieb Bartenieff 24 Jahre lang dem Theatre for the New City treu und prägte es. Er produzierte mehr als 400 neue amerikanischen Werke, führte Regie und trat in vielen der Stücke auch als Schauspieler auf. Dazu gehörten Werke von María Irene Fornés, Sam Shepard, Rosalyn Drexler, Romulus Linney und Us von seiner späteren Ehefrau, der Dramatikerin und Regisseurin Karen Sophia Malpede. Er war auch Mitbegründer von New Yorks Village Halloween Parade, der Summer Street Theater Tour sowie der Village Writers auf dem Village Festival, auf dem International Stud von Harvey Fierstein entstand, das zum Kernstück seiner Torch Song Trilogy wurde.
Er verließ das Theater, als er das Gefühl bekam, sich mehr mit den finanziellen Aspekten und Problemen des Theaterbetriebs zu beschäftigen, als mit seinem Handwerk, der Schauspielerei. „Ich musste zurückkehren zu meiner eigenen Arbeit“, so Bartenieff. „Weg vom Cecil B. DeMille des Off-Off-Broadway, hin zur Idee, dass weniger mehr ist.“
Er entwickelte zusammen mit Malpede, mit der er von 1994 bis zu seinem Tod verheiratet war, ein Ein-Personen-Bühnenstück mit dem Titel I Will Bear Witness, einer Adaption der Memoiren des Literaturwissenschaftlers Victor Klemperer, die den Alltag eines jüdischen Professors in Deutschland während des Nationalsozialismus dokumentierten. Diese Produktion war der Beginn von Bartenieffs und Malpedes „Theater Three Collaborative“ im Jahr 1994.
Neben der Arbeit auf der Bühne war Bartenieff auch in mehreren Film- und Fernsehproduktionen zu sehen. Einen ersten Auftritt vor der Kamera hatte er in der Rolle eines Häftlings im Jahr 1964 in dem Film Der Knast (The Brig), zuletzt war er 2019 in einer Folge der Fernsehserie Ray Donovan als Gerald Moskovitz auf dem Bildschirm zu sehen. Im deutschen Sprachraum wurde Bartenieff unter anderem von Friedrich Georg Beckhaus, Ulrich Bernsdorff, Victor Deiß, Werner Ehrlicher, Michael Gahr, Joe Haggège, Karl-Ulrich Meves, Thomas Rau, Ulf Jürgen Söhmisch, Werner Uschkurat, Eric Vaessen und Herbert Weicker synchronisiert.
Bartenieff unterrichtete als Gastdozent Schauspiel bei Sarah Lawrence, an der Wesleyan University, der Towson State University, der Centre State University, der City University of New York (CUNY), am Maryland State College und im HB Studio. Er starb im Alter von 89 Jahren nach längerer Krankheit.

## Auszeichnungen
George Bartenieff erhielt im Laufe seiner Karriere zahlreiche Auszeichnungen, darunter mehrere Obie Awards für seine Beiträge zum Off-Broadway-Theater, so für I Will Bear Witness und Us. Für Stuff Happens erhielt er zudem einen Drama Desk Award und für Tuesdays with Morrie für die Spielzeit 2005/2006 einen Philly Award in der Kategorie „Best Actor“.

## Filmografie (Auswahl)
- 1964: Der Knast
- 1965: The Double-Barrelled Detective Story
- 1966: Zero in the Universe
- 1970: Hercules in New York
- 1971: Great Performances (Fernsehserie)
- 1972: Vier schräge Vögel
- 1977: Big Thumbs
- 1981: Strong Medicine
- 1986: Dead End Kids
- 1987: Der Tötungsbefehl (Miniserie)
- 1987: Crime Story (Fernsehserie)
- 1988: The Laser Man
- 1989: Histoires d’Amérique: Food, Family and Philosophy
- 1989: Die Glücksjäger
- 1989: Cookie
- 1992: Sadness at Leaving (Kurzfilm)
- 1993: Joey Breaker
- 1993–2004: Law & Order (Fernsehserie)
- 1995: New York Undercover (Fernsehserie)
- 1996: On Seventh Avenue (Fernsehfilm)
- 1997: Girls Night Out (Kurzfilm)
- 1997: Anima
- 1998: From the Earth to the Moon (Miniserie)
- 2002: Criminal Intent – Verbrechen im Visier (Fernsehserie)
- 2003–2007: American Masters (Dokumentation)
- 2004: Rescue Me (Fernsehserie)
- 2006: Conviction (Fernsehserie)
- 2009: 30 Rock (Fernsehserie)
- 2009: Julie & Julia
- 2010: Homage to a Great Poet: Enemies from Adventures in the Skin Trade (Kurzfilm)
- 2011: Folkswagon (Kurzfilm)
- 2011: Lass es, Larry! (Fernsehserie)
- 2012: Der Diktator
- 2013: Elementary (Fernsehserie)
- 2013: Zero Hour (Fernsehserie)
- 2016: The Blacklist (Fernsehserie)
- 2018: A Scientist’s Guide to Living and Dying
- 2019: Ray Donovan (Fernsehserie)

## Theater (Auswahl)

### Broadway
- 1947: The Whole World Over[16][17][18]
- 1949: Montserrat
- 1962: The Moon Besieged
- 1964: The Changeling
- 1966: Venus Is (wurde nie offiziell eröffnet)
- 1968: Quotations from  Chairman Mao Tse-Tung / Box
- 1968: The Death of Bessie Smith / The American Dream
- 1969: Cop-Out / Home Fires
- 1971: Unlikely Heroes (Defender of the Faith; Epstein; Eli, the Fanatic)
- 2010–2011: The Merchant of Venice

### Off-Broadway
- 1963: The Brig (Living Theatre)[19]
- 1964: Home Movies / Softly Consider the Nearness (Provincetown Playhouse)
- 1965: Krapp's Last Tape / The Zoo Story (Cherry Lane Theatre)
- 1967: Walking to Waldheim / Happiness (Mitzi E. Newhouse Theater)
- 1968: The Memorandum (Joseph Papp Public Theater / Anspacher Theater)
- 1969: The Increased Difficulty of Concentration (Mitzi E. Newhouse Theater)
- 1970: Room Service (Edison Theatre)
- 1970: Trelawney of the „Wells“ (Joseph Papp Public Theater / Anspacher Theater)
- 1980: Dead End Kids (Joseph Papp Public Theater / Susan Stein Shiva Theater)
- 1988: American Notes (Joseph Papp Public Theater / Susan Stein Shiva Theater)
- 1989: Cymbeline (Joseph Papp Public Theater / Newman Theater)
- 1996: Sabina (Primary Stages)
- 1997: Misalliance (Laura Pels Theatre)
- 2001: World of Mirth (Theater Four)
- 2006: Stuff Happens (Joseph Papp Public Theater / Newman Theater)
- 2007: Prometheus Bound (East 13th Street / CSC Theatre)
- 2007: Romeo and Juliet (Delacorte Theater)
- 2008: Edward Albee's The American Dream and The Sandbox (Cherry Lane Theatre)
- 2009: The Bacchae (Delacorte Theater)

### Off-Off-Broadway
- 1977: Measure for Measure
- 1984: Endgame
- 1999: Uncle Vanya
- 2001: I Will Bear Witness
- 2006: Stuff Happens (The Public Theater, New York City)